# 華麗なるギャツビー (2000年の映画)
『華麗なるギャツビー』（The Great Gatsby）は、F・スコット・フィッツジェラルドの小説『グレート・ギャツビー』を原作とした2000年のテレビ映画である。アメリカ合衆国のA&E・ケーブル・ネットワークとイギリスのグラナダ・プロダクションズが共同で製作した。ロバート・マーコウィッツが監督し、ジョン・マクロクリンが脚本を執筆した。
日本ではNHK BSハイビジョンで放送された他、DVDが発売されている。

## キャスト
※括弧内は日本語吹替。
- トビー・スティーブンス - ジェイ・ギャツビー（山路和弘）
- ミラ・ソルヴィノ - デイジー・ブキャナン（英語版）（山像かおり）
- ポール・ラッド - ニック・キャラウェイ（英語版）（井上倫宏）
- マーティン・ドノヴァン - トム・ブキャナン（原康義）
- フランシー・スウィフト（英語版） - ジョーダン・ベーカー（宮寺智子）
- ヘザー・ゴールデンハーシュ（英語版） - マートル・ウィルソン
- マット・マロイ（英語版） - クリップスプリンガー

- 日本語吹替版その他：松本梨香、西凛太朗、安藤麻吹、清水馨、三木敏彦、巻島康一、渡辺美佐、側見民雄、仲恭司、小室正幸、星野充昭、清水敏孝、大塚達矢

- 日本語吹替版制作スタッフ　演出：佐藤敏夫、翻訳：岩佐幸子、調整：金谷和美、効果：南部満治、編集：浅見盛康、制作：NHKエンタープライズ21／テレシス

- 初回放送：2001年12月10日（19:35-21:05）NHK-BSハイビジョン